# Correctionalisering
Correctionalisering is een rechtsfiguur in het Belgisch strafrecht waarbij een misdaad wordt gedenatureerd tot een wanbedrijf en ook als zodanig zal worden bestraft. Gelijklopend met de correctionalisering is de contraventionalisering, waarbij een wanbedrijf wordt gedenatureerd tot een overtreding.

## Van misdaad naar wanbedrijf
In België worden misdaden, de zwaarste soort misdrijven, in de regel bestraft door het hof van assisen, met een volksjury. Echter kunnen bepaalde misdaden worden gecorrectionaliseerd op basis van de wet van 4 oktober 1867 op de verzachtende omstandigheden. Het geeft het openbaar ministerie de mogelijkheid om verzachtende omstandigheden of verschoningsgronden op te werpen, waarbij vervolgens de raadkamer de verdachte naar de correctionele rechtbank kan verwijzen. Op die manier volgt er geen berechting door het hof van assisen.
Het doel van deze correctionalisering is om het hof van assisen, dat bekend staat voor haar dure en tijdrovende processen, te ontlasten. Besparing op kosten inzake organisatie en veiligheid van assisenprocessen is een bijkomend voordeel. Tot slot kunnen ernstige zaken een tweede beoordeling krijgen in graad van beroep bij correctionalisering. In een assisenproces is dit niet mogelijk, want het hof van assisen oordeelt in eerste en laatste aanleg.
Artikel 2 van de Wet verzachtende omstandigheden bepaalt in welke gevallen correctionalisering mogelijk is.

## Potpourri II (2016) en vernietiging (2017)
De Wet Potpourri II van 5 februari 2016 zorgde ervoor dat alle misdaden voor correctionalisering vatbaar waren. Zowel de raadkamer als de kamer van inbeschuldigingstelling konden hierdoor voortaan elke misdaad correctionaliseren door verzachtende omstandigheden aan te nemen.
De correctionalisering bracht met zich mee dat de maximale straffen in de correctionele rechtbank als volgt werden aangepast: van levenslange opsluiting naar 40 jaar opsluiting; van opsluiting tussen 30 en 40 jaar naar 38 jaar; van opsluiting tussen 20 en 30 jaar naar 28 jaar; levenslange opsluiting zal nog steeds door assisen kunnen worden uitgesproken. 
Deze veralgemeende correctionalisering werd eind 2017 vernietigd door het Grondwettelijk Hof wegens de schending van de Grondwet. In het bijzonder was het gelijkheidsbeginsel (art. 10-11 GW) geschonden, aangezien in bepaalde gevallen de beklaagde een hogere straf kan worden opgelegd na correctionalisering dan het geval zou zijn indien de zaak behandeld werd door het hof van assisen.
Ook artikel 150 van de Grondwet, dat stelt dat alle criminele zaken door het hof van assisen moeten behandeld worden, werd geschonden. In de situatie voor de Potpourri II wet konden ook al misdaden aan de bevoegdheid van het hof van assisen worden onttrokken, maar toen was die bevoegdheid begrensd. Het ging slechts om een beperkt aantal gevallen waarin dit mogelijk was. Potpourri II bracht met zich mee dat alle misdaden konden onttrokken worden aan de rechter die de Grondwet toewijst, namelijk het Hof van Assisen. Deze situatie was ongrondwettelijk. 

## Eerlijk proces?
De bezwaren tegen de correctionalisering die luid(d)en dat aan de waarborgen voor het eerlijk proces afbreuk wordt gedaan door de onttrekking van de zaak aan het hof van assisen en aldus aan een jury, werd door de kamer van inbeschuldigingstelling van Gent afgewezen. Het luidt dat uit niets blijkt dat bij een procedure voor de lekenrechter het recht op een eerlijk proces beter gewaarborgd zou zijn.